# Robert L. Stevens
Robert Livingston Stevens (* 18. Oktober 1787 in Hoboken, New Jersey; † 1856 ebenda) war ein amerikanischer Ingenieur und Konstrukteur, der seine Fähigkeiten insbesondere der Eisenbahntechnik, Dampfschiffen und Fährbooten widmete. Er war Sohn von Colonel John Stevens sowie Präsident der Camden and Amboy Railroad und Entwickler der Breitfußschiene. Sein  Bruder John Cox Stevens war Geschäftsmann und erster Commodore des New York Yacht Clubs.

## Leben
Stevens entwickelte 1830/31 aus der Pilzschiene die statisch günstigere Breitfußschiene. Die Breitfußschiene zeichnet sich durch einen breiten Fuß aus, auf dem ein schmaler Steg und darüber der Schienenkopf sitzt.
Die Schiene wurde erstmals 1832 auf der Camden and Amboy Railroad in New Jersey auf der Hauptstrecke und in einer stärkeren Version auf der Nebenstrecke eingesetzt. Die ersten  Breitfußschienen hatten noch eine unsymmetrische Kopfausbildung mit einem 1:20 geneigten Profil, später hat man symmetrische Schienen gebaut und einfach die ganze Schiene geneigt.
Weitere Erfindungen von Stevens waren die Schienenbolzen und Verbindungslaschen sowie zahlreiche Verbesserungen von Dampfschiffen.
Stevens brachte die von Stephenson gebaute Lokomotive John Bull von England als erste wirtschaftlich einsetzbare Lokomotive in die USA, wo sie von seinem Chefingenieur Isaac Dripps zusammengebaut und mit einem Kuhfänger ausgerüstet wurde.
Die von ihm geleitete Camden and Amboy Railroad wurde im amerikanischen Bürgerkrieg für Versorgung und Truppentransporte unentbehrlich. 1871 wurde sie von der Pennsylvania Railroad übernommen. Gemeinsam mit seinem Bruder Edwin Augustus konstruierte er 1844 das erste Panzerschiff für die United States Navy, die Stevens Battery.